# Meschduretschje (Schelesnodoroschnaja stanzija)
Meschduretschje (Schelesnodoroschnaja stanzija) (russisch Междуречье (Железнодорожная станция), kurz ж/д ст. Междуречье,  deutsch Bahnhof Norkitten),  ist ein Ort in der russischen Oblast Kaliningrad. Er gehört zur kommunalen Selbstverwaltungseinheit Stadtkreis Tschernjachowsk im Rajon Tschernjachowsk.

## Geographische Lage
Die Schelesnodoroschnaja stanzija Meschduretschje ist eine Bahnstation an der Bahnstrecke Kaliningrad–Tschernyschewskoje (Königsberg–Eydtkuhnen) und liegt 71 Kilometer östlich der Oblasthauptstadt Kaliningrad und 18 Kilometer westlich des Rajonszentrums Tschernjachowsk (Insterburg). Der zugehörige Ort Meschduretschje (Norkitten) liegt knapp zwei Kilometer nordwestlich des Bahnhofs.

## Geschichte
Am 6. Juni 1860 wurde die Strecke Königsberg–Gumbinnen (heute russisch: Kaliningrad–Gussew) der Preußischen Ostbahn eröffnet und damit auch der Bahnhof Norkitten seiner Bestimmung übergeben. Noch im gleichen Jahr wurde die Strecke weiter bis zur Reichsgrenze bei Eydtkuhnen (1938–1945 Eydtkau, heute russisch: Tschernyschewskoje) ausgebaut, die heute die direkte Verbindung von Moskau in die Exklave Kaliningrad darstellt.
Der Wohnplatz Bahnhof Norkitten war in die Landgemeinde Wiepeningken (1928–1945 Staatshausen, heute russisch: Podgornoje) im Amtsbezirk Groß Bubainen (russisch nach 1945 Bereschkowskoje) eingemeindet und gehörte somit zum Kreis Insterburg im Regierungsbezirk Gumbinnen der preußischen Provinz Ostpreußen. Am 1. Oktober 1928 wurde der Ortsteil Bahnhof Norkitten in die Landgemeinde Norkitten (russisch nach 1945 Meschduretschje) umgegliedert und damit auch in den Amtsbezirk Norkitten übernommen.
Von der Zuordnung des nördlichen Ostpreußens zur Sowjetunion im Jahre 1945 war auch die kleine Ortschaft Bahnhof Norkitten betroffen, die nach 1945 zunächst weiterhin zu Meschduretschje gehörte. Im Jahr 1997  wurde der Ort als Schelesnodoroschnaja stanzija Meschduretschje eigenständig und dem Dorfbezirk Bereschkowski selski okrug zugeordnet. Von 2008 bis 2015 gehörte die Schelesnodoroschnaja stanzija Meschduretschje zur Landgemeinde Swobodnenskoje selskoje posselenije und seither zum Stadtkreis Tschernjachowsk.

### Einwohnerentwicklung
| Jahr | Einwohner |
| ---- | --------- |
| 1905 | 52        |
| 2002 | 48        |
| 2010 | 53        |

## Kirche
Die überwiegend evangelischen Bewohner der Ortschaft Bahnhof Norkitten waren bis 1945 in das Kirchspiel der Kirche Norkitten eingepfarrt, das zum Kirchenkreis Insterburg in der Kirchenprovinz Ostpreußen der Kirche der Altpreußischen Union gehörte. Heute liegt Meschduretschje mit der Bahnstation im Einzugsbereich der neu entstandenen evangelisch-lutherischen Gemeinde in Talpaki (Taplacken), einer Filialgemeinde der Auferstehungskirche in Kaliningrad (Königsberg) innerhalb der Propstei Kaliningrad der Evangelisch-lutherischen Kirche Europäisches Russland.